# Konyha (település)
Konyha (szlovákul Kuchyňa, németül Kuchel) község Szlovákiában, a Pozsonyi kerületben, a Malackai járásban.

## Fekvése
Malackától 15 km-re délkeletre, a Kis-Kárpátok nyugati oldalán, a Malina-patak mentén fekszik. Érinti a bezárt Zohor–Detrekőszentmiklós-vasútvonal.

## Története
1206-ban említik először. 1238-ban Endre pozsonyi ispán a pozsonyi ciszterci nővérek rendjének adományozta a konyhai malmot. 1291-ben Kunch fia Depreht pozsonyi villicus kap itt birtokot adományba, melyen Szent Miklós tiszteletére épült egyház volt, s melyet már IV. Béla adománya óta birtokolt. Vára a 14. század elején épült. Kezdetben a Szentgyörgyi és Bazini grófok birtoka volt, majd kihalásuk után 1543-ban a királyé lett. Ezután a vár már nem szerepel oklevélben, valószínűleg a 16. században pusztult el. A falu ezután Detrekő várának uradalmához tartozott.
Vályi András szerint "KONYHA. Kuchin Kahl. Tót falu Posony Várm. földes Ura G. Pálffy Uraság, lakosai katolikusok, fekszik hegyek, é erdők mellett, határja jó termékenységű, búzát, rozsot, árpát bőven hoz, van szőleje, réttye, ’s erdeje is, Modorban piatzozása."
Fényes Elek 1851-ben kiadott geográfiai szótárában így ír a községről: "Konyha, (Kuchinja), Poson m. tót falu, a Baba tövében, ut. p. Malaczkához keletre 2 mfldnyire. Lakja 1363 kath., 122 zsidó. Kath. paroch. templom; synagóga. Fő kincse nagy erdejében áll, mellynek egy része erdei vagy topolya fenyőből áll. Vizimalmok. F. u. h. Pálffy."  Archiválva 2007. szeptember 27-i dátummal a Wayback Machine-ben
A trianoni békeszerződésig Pozsony vármegye Malackai járásához tartozott.

## Népessége
| Év:            | 1994. | 2004.   | 2014.   | 2024.   |
| -------------- | ----- | ------- | ------- | ------- |
| Emberek száma: | 1581  | 1626    | 1691    | 1798    |
| Eltérés:       |       | +2,84 % | +3,99 % | +6,32 % |

| Év:            | 2023. | 2024. |
| -------------- | ----- | ----- |
| Emberek száma: | 1798  | 1798  |
| Eltérés:       |       | +0 %  |

1910-ben 1767, többségben szlovák anyanyelvű lakosa volt, jelentős német kisebbséggel.
2011-ben 1660 lakosából 1565 fő szlovák volt.

## Nevezetességei
- Szent Miklós tiszteletére szentelt római katolikus temploma 1701-ben épült.
- Szent Anna, Szűz Mária és Szent Rókus kápolnái 1700 előtt épültek.
- A falutól 3,5 km-re észak-északnyugatra találhatók várának csekély maradványai.
- A malackai katonai repülőtér, légibázis a falutól 2,5 km-re nyugatra található.
- Kis víztározója van a Malina- és a Javorinka-patakok egyesülésénél.

## Külső hivatkozások
- Hivatalos honlap (szlovákul)
- Községinfó
- Konyha Szlovákia térképén
- A vár ismertetője (szlovákul)
- E-obce.sk Archiválva 2008. szeptember 17-i dátummal a Wayback Machine-ben